# Aygehovit
Aygehovit (in armeno Այգեհովիտ?, chiamata anche Aygeovit; precedentemente Uzuntala e Onut) è un comune dell'Armenia di 3 159 abitanti (2010) della provincia di Tavush.